# Mesabolivar simoni
Mesabolivar simoni là một loài nhện trong họ Pholcidae. Loài này được phát hiện ở Brasil.